# Canton des Anses-d'Arlet
Le canton des Anses-d'Arlet est une ancienne division administrative française située dans le département et la région de la Martinique.

## Géographie
En Martinique, le canton des Anses-d'Arlet correspondait à la seule commune des Anses-d'Arlet dans l'arrondissement du Marin.

## Histoire
À la suite des élections territoriales de décembre 2015 concernant la collectivité territoriale unique de Martinique, le conseil régional et le conseil général sont remplacés par l'assemblée de Martinique. De fait, les cantons disparaissent.

## Administration
| Période                                                 | Période       | Identité         | Étiquette     | Qualité |
| ------------------------------------------------------- | ------------- | ---------------- | ------------- | --- |
| 1947                                                    | 1970          | Donatien Colombe | SFIO puis DVD | Secrétaire de mairie Vice-président du conseil général Maire des Anses-d'Arlet (1945-1965)                                                                               |
| 1970                                                    | 1976          | Daniel Chenard   | UDR           | Maire des Anses-d'Arlet (1965-1976) |
| 1976                                                    | 1982          | Paul Abram       | DVD           | |
| 1982                                                    | 2001          | M. Olga Delbois  | PS puis DVG   | Professeur de mathématiques Vice-président du conseil général (1994-2001) Maire des Anses-d'Arlet (1976-2000) Suppléant du député Maurice Louis-Joseph-Dogué (1988-1993) |
| 2001                                                    | décembre 2015 | Eugène Larcher   | RDM           | Proviseur adjoint Vice-président du conseil général (2001-2011) Maire des Anses-d'Arlet depuis 2000                                                                      |
| Les données antérieures ne sont pas encore mentionnées. |               |                  |               | |

## Composition
Le canton des Anses-d'Arlet se composait uniquement de la commune des Anses-d'Arlet et comptait 3 900 habitants (population municipale) au 1er janvier 2012,.

## Démographie
| 1961 | 1967  | 1974  | 1982  | 1990  | 1999  | 2006  | 2009  | 2012  |
| ---- | ----- | ----- | ----- | ----- | ----- | ----- | ----- | ----- |
| -    | 3 573 | 3 067 | 2 811 | 3 238 | 3 463 | 3 749 | 3 832 | 3 900 |